# S*P*Y*S
S*P*Y*S é um filme estadunidense de 1974, do gênero comédia de espionagem, dirigido por Irvin Kershner e estrelado por Elliott Gould, Donald Sutherland e Zouzou. Foi exibido no Festival de Cannes de 1974, mas não foi inscrito na competição principal.
O filme se passa em Paris. Ele retrata um acordo entre agentes de alto escalão da KGB e CIA. Dois agentes americanos serão mortos, em resposta às recentes mortes de dois agentes russos. As duas vítimas pretendidas descobrem sobre o acordo e fogem. Eles buscam refúgio com anarquistas franceses.

## Enredo
Após um acidente em que dois agentes da KGB são mortos por engano durante uma tentativa fracassada de ajudar na deserção de um atleta russo para o Ocidente, o chefe da CIA em Paris estipula um acordo com seu homólogo russo para matar dois agentes americanos para evitar retaliação.
A escolha recai sobre Bruland, um agente tenso e apaixonado por seu trabalho e pela escada de promoção, e Griff, um mensageiro um tanto cínico e desiludido. Quando os dois homens descobrem a trama, eles formam uma aliança desconfortável para tentar escapar, eventualmente se envolvendo com um grupo anarquista francês e um agente francês independente.

## Elenco
- Elliott Gould como Griff
- Donald Sutherland como Bruland
- Zouzou como Sybil (como Zou Zou)
- Joss Ackland como Martinson
- Xavier Gélin como Paul (Revolucionário)
- Vladek Sheybal como Borisenko (Russian Spy Chief)
- Michael Petrovitch como Sevitsky (Defector)
- Shane Rimmer como Hessler
- Kenneth Griffith como Lippet
- Pierre Oudrey como Revolutionary (como Pierre Oudry)
- Kenneth J. Warren como Grubov
- Jacques Marin como Lafayette
- Jeffrey Wickham como Seely
- Nigel Hawthorne como Croft
- John Bardon como Evans

## Produção
As filmagens ocorreram em Paris e na Inglaterra. "Donald e eu somos muito engraçados juntos", disse Gould. "Somos uma espécie de Laurel and Hardy diretos. Ou meio reto. E Kershner é muito sério. Faz um bom equilíbrio."

### Título
O filme foi originalmente chamado de Wet Stuff, após a gíria de espionagem para sangue.
Os asteriscos no título são projetados para lembrar os espectadores de MASH, que também estrelou Gould e Sutherland, e cujo título é geralmente renderizado com os mesmos asteriscos. Além disso, não há conexão entre os filmes.

## Recepção
Nora Sayre, do The New York Times, escreveu: "O único mistério contido em 'S*P*Y*S' - uma débil tentativa de falsificar a Agência Central de Inteligência é por que Donald Sutherland e Elliott Gould escolheram estar nela" Arthur D. Murphy, da Variety, chamou o filme de "uma bagunça ... O roteiro é de mau gosto, a direção de Irvin Kershner é fútil e todo o esforço parece vulgar, ofensivo e espalhafatoso. Gene Siskel  do Chicago Tribune, deu ao filme uma estrela e meia de quatro e o criticou por "piadas velhas e barulhentas", escrevendo que Kershner "joga para rir como se o mundo tivesse parado por 20 anos. O estilo visual do filme tem a aparência de uma imagem de Hope e Crosby 'Road', enquanto o ritmo e as personalidades de Sutherland e Gould são estritamente contemporâneos. Charles Champlin, do Los Angeles Times, chamou-o de "uma comédia trivial de espionagem ... não sem seus toques divertidos, mas com quase nada em mente Gary Arnold, do The Washington Post, escreveu: "O material não é nem um pouco novo. O roteiro soa como se estivesse parado juntando poeira por vários anos, e quem quer que tenha tirado a poeira não conseguiu injetar muito em termos de novas piadas ou sagacidade verbal. No entanto, o diretor Irvin Kershner traz tanta energia e profissionalismo para essa tarefa essencialmente cansada que ela toca com considerável entusiasmo.
O filme arrecadou $1 148 674 em seu fim de semana de estreia em 79 cinemas.

## Romantização
Pouco antes do lançamento do filme, como de costume na época, a Pocket Books publicou uma romantização do roteiro, como por T. Robert Joyce. A assinatura parece não existir em nenhum outro lugar e pode ser um pseudônimo.